# Witalij Iwanko
Witalij Mykołajowycz Iwanko, ukr. Віталій Миколайович Іванко (ur. 9 kwietnia 1992 w Charkowie) – ukraiński piłkarz grający na pozycji napastnika.

## Kariera piłkarska

### Kariera klubowa
Wychowanek UFK Charków, w barwach którego występował w juniorskich mistrzostwach Ukrainy (DJuFL). Na początku 2008 został zaproszony do Metałurha Donieck, w składzie którego 18 maja 2008 roku mając 16 lat debiutował w Wyższej lidze. W lipcu 2013 przeszedł do cypryjskiego AEK Larnaka. W styczniu 2014 za obopólną zgodą kontrakt został anulowany. Na początku 2015 zasilił skład Biełszyny Bobrujsk. Latem 2015 za obopólną zgodą kontrakt został anulowany, a 20 sierpnia 2015 podpisał nowy kontrakt z Heliosem Charków. W czerwcu 2016 został piłkarzem gruzińskiego klubu Kolcheti 1913 Poti. 10 lutego 2017 przeszedł do greckiego Panegialios Ejo. We wrześniu 2018 został piłkarzem Tawrii Symferopol.

### Kariera reprezentacyjna
Występował w reprezentacji Ukrainy U-17 oraz reprezentacji Ukrainy U-19.

## Nagrody i odznaczenia

### Sukcesy klubowe
- finalista Pucharu Ukrainy: 2010